# Departamentul Keita
Departamentul Keita este un departament din  regiunea Tahoua, Niger, cu o populație de 218.337 locuitori (2001).